# Miss Martian
Miss Martian est un personnage de fiction, appartenant à DC Comics, créé par Geoff Johns et Tony Daniel.

## Histoire
Miss Martian est une Martienne Blanche connu sous le nom de M'gann M'orzz, ayant rejeté son peuple. Elle a été membre des Teen Titans entre les événements Infinite Crisis et One Year Later, où elle a partagé une chambre avec l'ancienne méchante Rose Wilson (alias Ravager). Sur Terre, elle simplifie son nom en "Megan Morse" se fait passer grâce à son don de métamorphe pour une Martienne Verte, ce qu'on croit qu'elle est pendant cette période. Elle finit par quitter l'équipe, blessée par le manque de compréhension de ses coéquipiers, et se réfugie en Australie.
Après la réorganisation des Teen Titans, l'équipe part à la recherche de Raven qui avait disparu. Alors, les Titans voyagent en Australie pour demander de l'aide de Miss Martian. Celle-ci est alors forcée de se rechanger en Martien Blanc par Bombshell (en), qui en profite ainsi pour l'accuser d'être la fameuse traîtresse de l'équipe qui avait fait fuir Raven (alors que Bombshell était elle-même la véritable traîtresse). En réalité, Miss Martian était loyale au Teen Titans, comme elle le prouva en les aidant ensuite à vaincre Bombshell. Elle décide même de rejoindre l'équipe de nouveau pour principalement garder un œil sur Kid Devil.
Durant la bataille contre les Titans East de Deathstroke, elle affronta Sungirl, qui lui affirma qu'elle jouerait un rôle négatif dans le futur. Miss Martian ne parvint cependant pas à lui en arracher davantage.
Plus tard, dans Teen Titans #51, les Titans rencontrèrent les Titans Tomorow, des versions futures d'eux-mêmes. Dans ce futur, Miss Martian avait finalement embrassé son héritage martien blanc, et, en conséquence, changé d'aspect habituel pour une forme, certes toujours humanoïde, mais avec une peau blanche et une coiffure différente (qualifiée de « ridicule » par la Miss Martian du présent). Elle avait également repris l'identité de Martian Manhunter après la mort de ce dernier.

Durant un affrontement entre les deux Megan, celle du futur tenta de convaincre sa version présent de faire comme elle et d'accepter son destin de martienne blanche, allant jusqu'à la duper en lui faisant croire qu'elle pouvait guérir sa pyrophobie ainsi. Devant le refus de Miss Martian, elle lui montra par télépathie la part la plus violente de son avenir, en lui conseillant encore une fois de l'accepter. Mais Miss Martian, horrifiée et torturée par ces images, reprit sa forme de martienne blanche et décapita sa version future pour y mettre fin.
On découvre par la suite dans Teen Titans #55 que l'esprit de la Megan Morse du futur s'est installée dans l'esprit de celle du présent, forçant Miss Martian à lutter contre cette seconde mauvaise personnalité. Elle y parvient plus ou moins au début, mais y éprouve de plus en plus de mal, et décide de quitter la Tour Titans temporairement. Avant de partir, elle avoue à Kid Devil qu'il va lui manquer plus que tous les autres, ce à quoi il répond en lui demandant si elle le compare à l'Épouvantail du Magicien d'Oz.
L'auteur des Teen Titans Sean McKeever a déclaré que le départ de Megan de l'équipe est une partie d'une histoire plus longue sur laquelle il travaille, et qu'elle retournera plus tard dans l'équipe.

## Apparences
Bien que, en tant que métamorphe, Megan puisse prendre la forme qu'elle souhaite, elle possède une forme réelle et une qu'elle emploie habituellement.
Sous sa véritable apparence, qui révèle ses origines martiennes blanches, elle possède une peau blanche solide, des traits anguleux, des yeux rouges luisants, un crâne chauve, allongé et pointu, des crocs, des mains à trois doigts dotés de griffes et une queue barbelée se terminant en pointe.
Néanmoins, elle n'aime pas cette forme, et lui préfère celle qu'elle s'est elle-même créée afin de se faire passer pour une martienne verte. Elle prend alors un aspect plus proche de celui d'une humaine adolescente, si ce n'est que la peau est verte. Elle a alors des cheveux roux, des yeux toujours rouges et des mains à cinq doigts.
Dans ces deux apparences, elle porte une version féminine de la tenue de Martian Manhunter, très similaire si ce n'est que le torse est en plus couvert par une sorte de t-shirt blanc et qu'une minijupe bleue accompagnée d'une ceinture rouge à boucle jaune.

## Personnalité
Miss Martian a une personnalité ressemblante en partie à celle de Starfire dans la série animée. Ainsi, elle est plutôt naïve, optimiste, bien intentionnée et cherche avant tout à faire le bien autour d'elle. Malheureusement, sa maladresse et son manque de connaissances des mœurs terriennes l'amenèrent souvent à faire le contraire : par exemple, elle tente de réconforter ses amis dans Teen Titans #50 en prenant l'apparence de Bart Allen (alors décédé) devant eux, ce qui, naturellement, provoque plus de colère et déception que de joies lorsque sa « plaisanterie » est découverte.
Elle est aussi très sensible aux pensées des autres, du fait de son don télépathique.
Depuis que son double du futur s'est installé en elle, un nouvel aspect intéressant de la personnalité de Miss Martian est apparu : elle est tiraillée entre deux personnalités opposées, son désir d'être du bon côté et le fait qu'elle possède l'ADN d'une race de tueurs.